# オックスフォード大学同窓生名簿
『オックスフォード大学同窓生名簿』（英語: Alumni Oxonienses: The Members of the University of Oxford）は1887年と1891年の2回にわたって出版された、ジョセフ・フォスターによる著作であり、その内容は1500年から1886年までのオックスフォード大学の入学許可記録である。フォスターは名簿を出版した功績で1892年にオックスフォード大学から名誉文学修士号を授与された。
主に大学のアーカイブと各カレッジの入学許可簿を整理して作成されたものだったが、それ以外にも多くの史料を参照している。
1500年から1540年までの入学者に関してはのちにアルフレッド・ブラザーストン・エムデンが名簿を作成しており（1974年出版）、ボドリアン図書館はこの時期に関してはエムデンの名簿のほうが信頼性が高いとしている。

## 出版
- Alumni Oxonienses (1500–1714)（4巻、1887年）[2]
- Alumni Oxonienses (1715–1886)（4巻、1891年）[2]
- Oxford Men and their Colleges（2巻、1893年）[2] - 1880年から1892年まで入学した人物を収録している

### 1500年から1714年までの名簿
- british-history.ac.uk - 文字起こし
- 英語版ウィキソースに本記事に関連した原文があります：Alumni Oxonienses: the Members of the University of Oxford, 1500-1714

### 1715年から1886年までの名簿
- 第1巻（AからDまでの姓） - インターネットアーカイブより
- 第2巻（EからKまでの姓） - インターネットアーカイブより
- 第3巻（LからRまでの姓） - インターネットアーカイブより
- 第4巻（SからZまでの姓） - インターネットアーカイブより
- 英語版ウィキソースに本記事に関連した原文があります：Alumni Oxonienses: the Members of the University of Oxford, 1715-1886

### 1880年から1892年までの名簿
- archive.org - インターネットアーカイブより
- 英語版ウィキソースに本記事に関連した原文があります：Oxford men and their colleges